# 간니닌니 다이어리
《간니닌니 다이어리》는 2007년생, 2011년생 '간니', '닌니' 두 자매와 니블마마가 함께 운영하는 유튜브 채널이다. 간니, 닌니 두 자매가 경험하는 모든 체험을 담은 영상 일기로 장난감, 먹방, 게임, 일상, 연기 등 다양한 주제를 담은 일상 이야기가 담긴 채널이다. 구독자 애칭은 '니블리'이다.

## 특징
2015년 11월 20일에 간니닌니 다이어리 채널이 개설되었다. 2007년 8월 23일생 김가흔과 2011년 9월 5일생 김리흔이 2015년 12월 18일부터 키즈크리에이터로 활동을 시작했으며, Youtube 등 인터넷 동영상 사이트에 동영상을 업로드하는 대한민국 키즈크리에이터 활동의 효시가 되었다. 그러나 얼마 지나지 않아 2010년 문제로 인해 2010년 1월 1일부터 유튜브 업로드가 6년이나 지연되면서 2016년 촬영분은 2016년, 2017년 촬영분은 2017년, 2018년 촬영분은 2018년에 게시되었다. 2021년은 넘어가자.
2013년 7월 13일부터 키즈크리에이터 활동이 본격화되었으며, 2013년 7월 CJ E&M(현 CJ ENM) 크리에이터 그룹(MCN) DIA TV에 입단하였다.
2019년에는 간니닌니 다이어리의 업로드분이 니켈로디언 코리아에서 방영되었으며, 투니버스 보고 놀자에 다른 키즈 크리에이터들과 함께 출연하기도 했다.
2015년 기준 구독자는 최고 71만명을 달성했었지만 이후 1년간 구독자 수가 감소하고 있었으나 2016년 4월부터 약간씩 증가하였다.
초창기에는 완전한 키즈채널이었으나, 간니닌니가 성장한 이후 평균 연령층이 높아지면서 사실상 가족채널이 되었다.
2015년 12월 18일부터 2022년 11월 8일까지는 간니닌니 다이어리라는 명칭으로 활동하였으나, 2022년 11월 9일부터 간니닌니 패밀리라는 명칭으로 활동하고 있다.
간니, 닌니 두 자매의 일상을 촬영한 영상이 유튜브 등에 업로드되며, 유튜브를 실행하지 않았던 2009년 이전에 촬영한 영상도 간혹 업로드되었다.
원래 간니닌니가 동시에 혹은 모두 출연하였으나 간니가 2023년에 고등학생이 된이후 거의 출연하지 않게 되었고, 2025년 현재 대부분 닌니만 출연하는 실정이다. 2023년 3월에는 고등학생이 되자마자 본인의 단독채널도 포기하고 동생에게 권한을 양도하였다. 간니가 고등학교 학업을 핑계로 영상에 본인의 신상을 비치지 않게 되었는데 간헐적으로 썸네일 출연하기는 했다. 그러나 그마저도 2025학년도 기준 간니가 고3이라 동영상 썸네일 출연 비중이 이전보다 더욱 감소하였다. 2019년 현재는 2026학년도 대학수학능력시험을 준비해야 하기 때문일 것으로 보인다. 고등학교 시절인 2023년부터 2025년까지 학업여파로 동영상 촬영을 등한시하고 있었기 때문이다. 이는 간니가 성인이 된 이후에도 마찬가지. 대학교에 가서도 아무런 진전이 전혀 없다. 반면 닌니는 2018년 유치원, 2024년 초등학교를 졸업하고 중학생이 되었다 2023년에 가흔이(간니)가 고등학생이 되었고 이듬해인 2024년 리흔이가 중학생이 되었지만 여전히 리흔이(닌니) 위주로 출연한다. 2023년에 촬영하여 2025년 Youtube에 업로드된 간니닌니 패밀리 영상도 고등학생생 간니보다 중학생 닌니가 훨씬 더 자주 등장한다. 2028년 리흔이 고3때는 2025,년 가흔이 고3 시절과 별개로 동영상에 정상 출연할 것으로 보인다. 학교와 학원 스케줄로 인한 핑계를 조장한 가흔이와 별개로 리흔이는 크리에이터로의 신념을 포기하지 않고 지속하기 때문이다.
2007년생(돼지띠) 가흔이(간니)는 고등학생 시절부터 학업으로 인해 유튜버로의 역할을 사실상 포기했지만 2011년(토끼띠) 리흔이(닌니)는 고등학생 때에도 크리에이터 역할을 전혀 포기하지 않았다. 결국 마지막까지 유튜버로써 최선을 다하는 인물은 닌니이다.
간니닌니의 아버지는 CF 감독이며, 어머니는 마케팅 관련 업무를 수행하는 직업을 갖추었다. 유튜브를 시작하기 직전인 2014년에 도서를 저술한 적이 있었다.
2023년 간니가 고등학생,2024년 닌니가 중학생이 되었다.

## 학력
- 간니: 2020년 양일초등학교 졸업[9] 2023년 일산양일중학교 졸업 2023년 저현고등학교 재학
- 닌니: 2024년 양일초등학교 졸업 2024년 일산양일중학교 재학

간니와 닌니는 같은 초중고 출신이다. 2011년까지는 닌니가 유치원생이었기 때문에 유치원 등하교(원) 및 생활에 관한 동영상이 포함되어 있으나 어느 유치원에 재원했는지는 알 수 없다. 단, 병설유치원 출신은 아닌 것으로 보인다.

## 반려견
2019년에 입양한 반려견은 포메라니안 '솜이'이다. 간니닌니 집에서 직접 키우며, 간니닌니 가족과 함께 생활하고 있다. 기존 간니닌니 니블마마 채널을 개편하여 2019년 12월 5일부터 2022년 3월 22일까지 솜니블이라는 채널이 존재했지만 GO! 은주부로 변경되었다.

## 명칭 변경
- 2015년 11월 20일: 유튜브에 간니닌니 다이어리 채널이 개설되었다. 동년 12월 18일부터 동영상이 꾸준히 올라오고 있었으나 얼마 지나지 않아 2010년 문제로 인해 Youtube 업로드 시점이 6년씩 밀렸다.
- 2013년 7월: Creator Group 설립에 따라 간니닌니가 CJ E&M MCN인 DIA TV 소속으로 편입되었다.
- 2022년 11월 8일: 채널명을 간니닌니 다이어리에서 간니닌니 패밀리로 개칭하였다.

## 서브 채널
- 가흔이 생기브: 2019년 12월 말부터 2023년 3월 3일까지 활동한 간니의 개인채널. 명칭 그대로 간니의 본명 김가흔에서 유래했다. 2019학년도 초등학교 6학년 당시 중학교 진학을 앞두고 개설하였다. 2020년 '방과후 심쿵'이라는 웹드라마를 연재하기도 했다. 2020년 2월 시즌1을 촬영했으나 동년 3월코로나19의 여파로 중단되었다. 2020년 12월부터 방과후 심쿵 시즌2를 촬영했으나 2022년부터 다시 중단되었다. 2022년까지는 간니 단독채널로 운영하다 2023년 3월 고등학교 진학 당시 학원시간이 늘어나고 학업(공부)에 전념해야 하는 등 스케줄이 복잡해져 일상 브이로그 촬영에 집중할 시간이 부족하여 부득이하게 가흔이 생기브 채널을 중지하고 동생 리흔이에게 채널을 인계하였다. 이후 간니닌니 패밀리에서도 출연 비중이 급감하였다. 2023년 간니 단독채널에서 닌니 단독채널로 전환되면서 채널명을 가흔이 생기브에서 리흔이 생기브로 바꾸었다.
- 리흔이 생기브: 2023년 3월 22일부터 활동 중인 닌니의 개인채널. 닌니의 본명인 김리흔에서 유래하였고, 2023년 가흔이 언니의 생활기록브이로그를 물려받아 재밌고 즐겁게 꾸며보고 있다. 본래 2024년 3월 중학생이 되면서 리흔이도 별도의 단독 채널을 개설할 예정이었다. 그러나 도중이 계획이 변경되어 2023년 3월 3일을 마지막으로 가흔이 생기브 채널을 그만두면서 초등학교 6학년이 된 시점에 언니의 채널을 인계받아 리흔이 생기브로 채널명을 변경하여 리흔이가 직접 촬영하고 편집하며 해당 채널을 운영하고 있다. 고등학교 진학 당시 해당 권한을 포기했던 가흔이와 달리 리흔이는 중학생 시절에도 계속해서 채널을 운영하며 동영상을 촬영하고 편집한다.2019년부터 2023년까지 존재했던 가흔이 생기브와 꽤 많은 차이가 있는데, 2024년 이후 리흔이의 일상을 녹화하여 편집한 동영상은 리흔이 생기브가 아닌 대부분 간니닌니 패밀리 채널에서 업로드된다. 2024년부터 활동이 대거 위축되었다.
- GO! 은주부: 간니닌니 니블마마(고은주) 개인 채널. 요리, 주방, 생활, 가전 등 생활의 꿀팁을 제공한다. 2015년 12월 20일 간니닌니 니블마마 채널이 개설되었고 니블마마 채널로 운영되다 2019년 12월 5일에 포메라니안 반려견 솜이를 중심으로 한 '솜니블'로 변경했지만 2022년 간니닌니의 어머니 이름(고은주)을 딴 명칭, 은주부로 채널명을 재변경하였다. 간니닌니 어머니가 회사원, 직장인이다 보니 직장생활에 관한 영상도 자주 등장한다. 한때 전업주부로 활약하다 2023년경 5년 만에 재취업한 것으로 사료된다.
- 제주할망 행자씨: 2021년 7월 1일부터 시작한 간니닌니 외할머니 홍행자 씨의 개인 채널. 2022년 기준 78세의 나이로 크리에이터에 입문하였다. 2022년과 2023년, 2년 연속 제주도민기자단에 발탁되었다.

## 간니닌니 마법의 도서관
2019년 7월부터 발간하기 시작한 서적으로, 2025년까지 총 18종의 서적이 발간되었다.

## 여담
2018년 당시 초등학교 1학년이던 닌니는 검볼 더빙  참여한 바 있다.
간니닌니는 2018년 11월 20일 플랜코리아 홍보대사에 임명되었다. 2019년 3월 베트남 봉사활동에 참가했다.
2019년 10월 26일~29일 잠실올림픽주경기장에서 개최된 방탄소년단의 단독 콘서트에서 악플 테러 피해 사건이 발생하였다.
2019년 7월 21일부터 서울특별시 종로구 인사동에 니블리 카페(간니닌니 아지트 니블리)를 운영하였으나 2020년12월25일 폐쇄했다.
거주지는 경기도 고양시 일산동구 식사동 위시티(식사지구)로 알려져 있다.